# 第1屆華劇大賞
第1屆華劇大賞（2012華劇大賞），是2012年12月12日三立電視為三立華人電視劇所舉辦的頒獎典禮。同時也舉辦「三立華劇感恩派對(Thanks Party)」，感謝幕前演藝人員與幕後工作人員。

## 主持人
- MC40、袁艾菲、懷秋

## 評選標準
- 評選標準為專業導演群(30%)、媒體團(40%)以及yam蕃薯藤網友投票(30%)，其中網路票選有60萬人參與投票。

## 表演嘉賓
- 陶嫚曼 / 華劇組曲
  - 神魂電到（剩女保鏢片頭曲）
  - 途中（愛上巧克力片尾曲）
  - 好難得（螺絲小姐要出嫁片尾曲）
  - 微加幸福（小資女孩向前衝片尾曲）

- 李唯楓 / 華劇組曲
  - You don't know（剩女保鏢片尾曲）
  - 我不願讓你一個人（真愛找麻煩片尾曲）
  - 指揮家（真愛找麻煩片頭曲）
  - 只想抱著你（我們發財了片尾曲）
  - 暫時的男朋友（真愛趁現在片尾曲）

## 外部連結
- 三立華劇 （页面存档备份，存于）官方Facebook專頁